# 瑞安·贝鲁布
瑞安·贝鲁布（英語：Ryan Berube，1973年12月26日—），美国男子游泳运动员。他曾代表美国参加1996年夏季奥林匹克运动会游泳比赛，获得男子4×200米自由泳接力金牌。